# The Ladies Man
The Ladies Man (bra: O Terror das Mulheres; prt: O Homem das Mulheres) é um filme estadunidense de 1961 do gênero comédia, dirigido e protagonizado por Jerry Lewis. O filme é uma sucessão de gags, num cenário único e com inúmeras garotas.
Em 2000 foi feito um filme diferente com o mesmo nome em inglês, estrelado por Tim Meadows.

## Elenco principal
- Jerry Lewis como Herbert H. Heebert
- Helen Traubel como Helen
- Kathleen Freeman
- Buddy Lester
- George Raft como Ele mesmo
- Pat Stanley como Fay